# 千秋公園

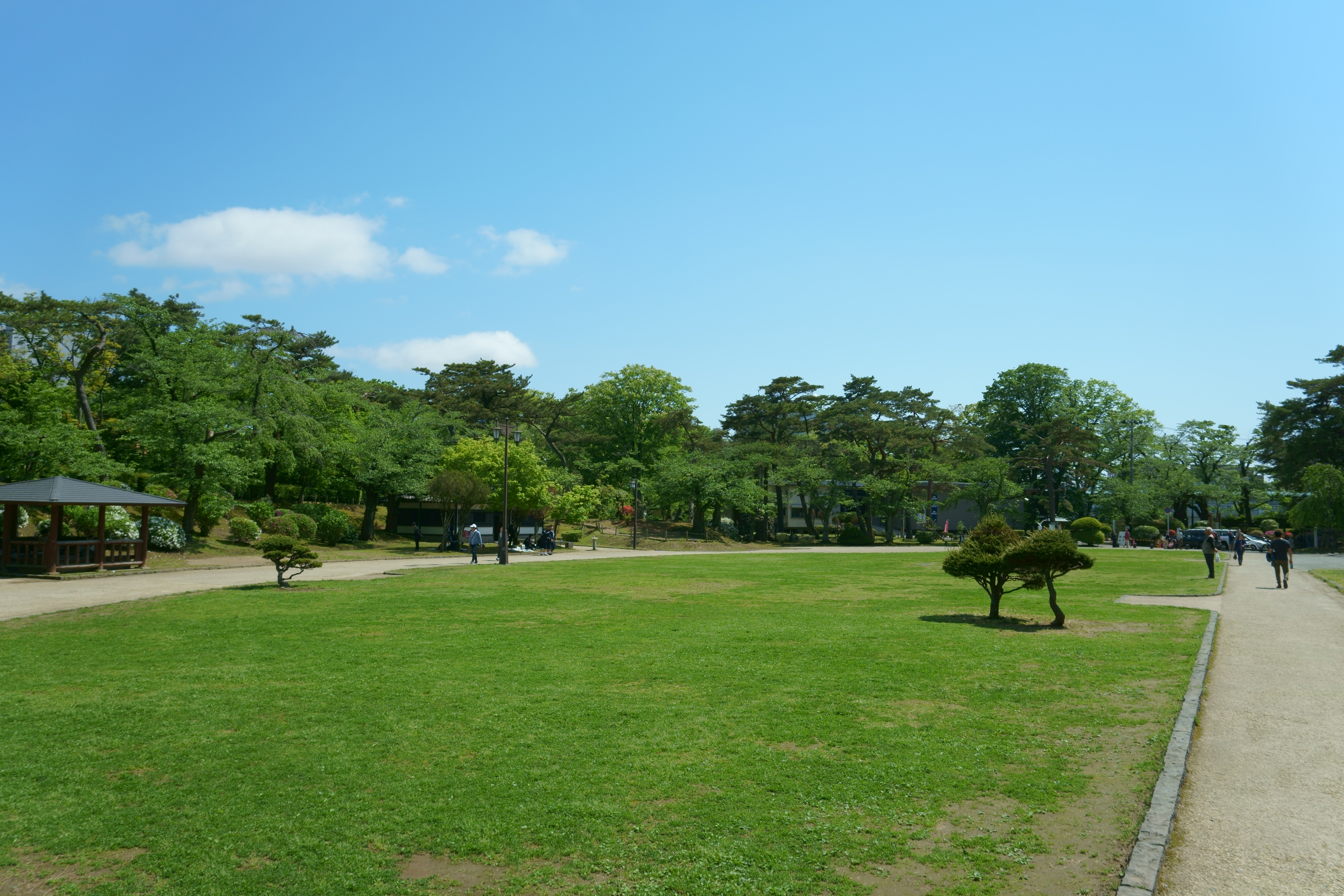
二の丸広場

千秋公園（せんしゅうこうえん）は、秋田県秋田市の久保田城跡にある都市公園（総合公園）及び地名である。「千秋公園（久保田城跡）」として秋田市指定名勝に指定されている。

## 概要
久保田城の本丸・二の丸跡地に整備された。面積は16.29ha。名称は秋田市出身の漢学者狩野良知による命名（当初は「千秋園」）で、秋田の「秋」に長久の意の「千」を冠し、長い繁栄を祈ったものと伝えられる。
園内には緑が多く、復元された久保田城御隅櫓・本丸表門が藩政時代の雰囲気を今に伝えるほか、園内にはあきた芸術劇場ミルハスや秋田市立中央図書館明徳館、秋田市文化創造館、秋田市立佐竹史料館などがある。
また与次郎稲荷神社、八幡秋田神社、彌高神社などの神社も園内に所在する。

## 歴史
- 1890年（明治23年） - 陸軍省から旧藩主の佐竹氏へ城跡が払い下げられ、うち本丸・二の丸を秋田市が佐竹氏から借り受け公園とする。
- 1892年（明治25年）
  - 羽生氏熟ら旧藩士による「有終会」が、秋田市に桜の苗木1170株を寄付する[5]。
  - 6月26日 - 保戸野金砂町にあった与次郎稲荷神社が本丸に移転してくる。
- 1896年（明治29年） - 秋田市から秋田県へ移管。長岡安平の設計により整備される。
- 1899年（明治32年）5月 - 東根小屋町（現在の中通二丁目）にあった八幡神社と秋田神社が本丸に移転してくる。
- 1907年（明治40年）12月 - 八幡神社と秋田神社を合祀し、八幡秋田神社と改称する。
- 1909年（明治42年） - 三ノ丸八幡山の八幡神社（藩政期の正八幡社）社殿を秋田県教育会が購入・修繕し、南秋田郡寺内村八橋の日吉八幡神社境内にあった平田神社を移転。更に佐藤信淵を合祀し、彌高神社と改称する。
- 1913年（大正3年） - 渋江政光君三百年祭記念碑建立（秋田藩家老の記念碑。後に2020年度林業遺産の一つに認定[6]）
- 1916年（大正5年） - 彌高神社が二ノ丸厩門前（現在地）に移転する。
- 1950年（昭和25年）10月 - 秋田県児童会館付属動物園（後の大森山動物園）が開園する。
- 1953年（昭和28年）4月1日 - 秋田市に移管。動物園を秋田市児童動物園と改称する。
- 1966年（昭和41年）4月1日 - 付近の地名が千秋公園と改称される（後述）。
- 1970年（昭和45年）10月19日 - 動物園からライオンが逃走。園内のトイレに逃げ込んだところを射殺[7]。
- 1972年（昭和47年）9月1日 - 動物園が秋田市浜田の大森山に移転する。
- 1984年（昭和59年） - 前年12月に没した佐竹宗家第35代（旧侯爵4代）・佐竹義栄の遺志に従い、公園用地（約14.6ha）が佐竹氏から秋田市へ寄贈される。
- 1990年（平成2年） - 財団法人日本さくらの会によって日本さくら名所100選に選定される。
- 2005年（平成17年）1月9日 - 八幡秋田神社が放火により焼失する。
- 2008年（平成20年）3月25日 - 公園が秋田市指定名勝に指定される[3]。
- 2008年（平成20年）12月 - 八幡秋田神社を再建する。
- 2022年（令和4年）12月12日 - 秋田県の「未来に伝えたい秋田のインフラ50選」に千秋公園（公園）が選出される[8]。
- 2024年（令和6年）7月11日 - 大手門の堀に浮体式の遊歩道が開通[9]。

## イベント

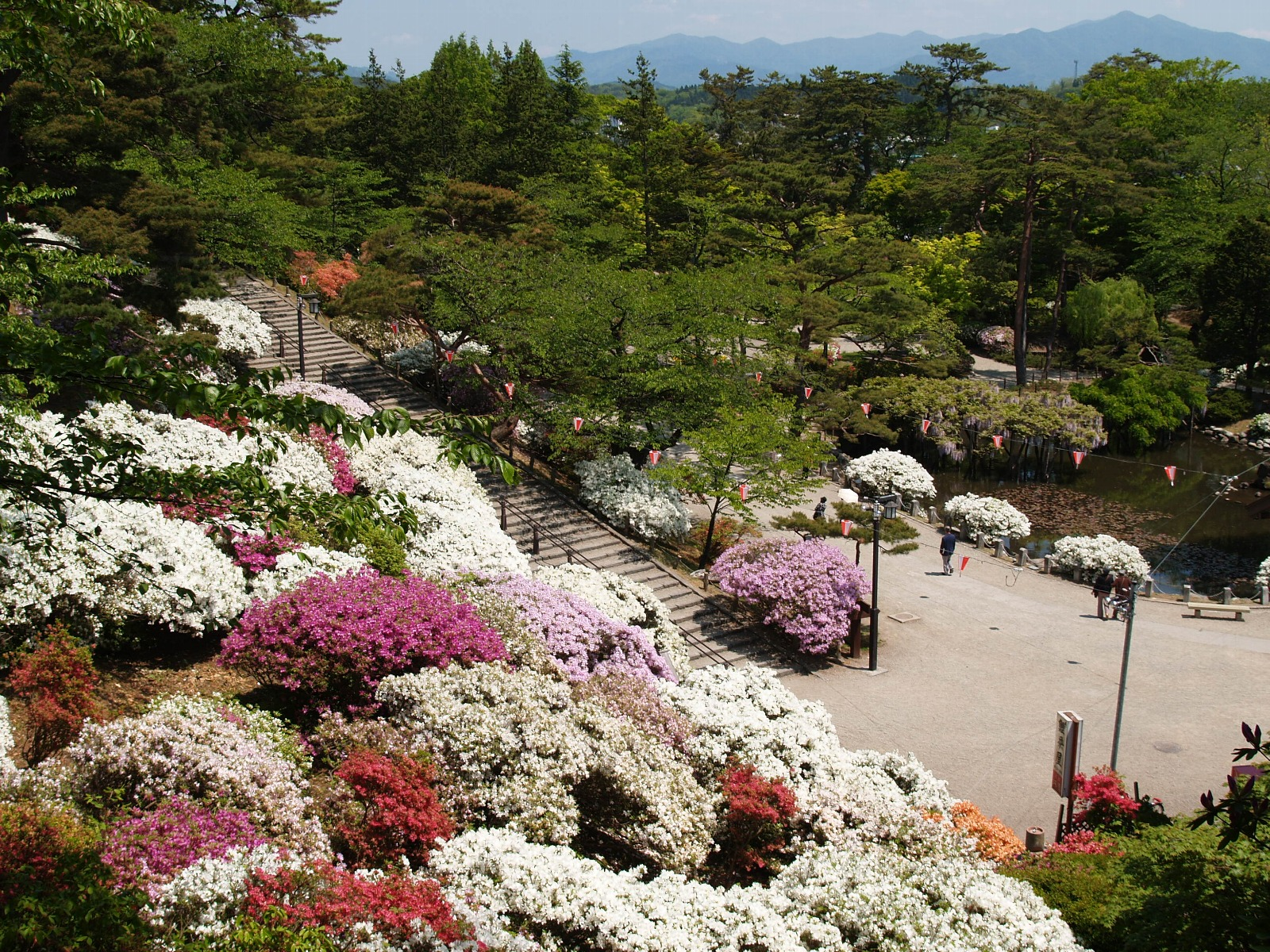
つつじまつり

- 桜まつり（4月中旬～下旬）
- つつじまつり（5月中旬～下旬）

## アクセス
鉄道
JR秋田新幹線・奥羽本線・羽越本線 秋田駅から徒歩で約5分。
車
秋田自動車道秋田中央ICから約15分。
バス
秋田中央交通「千秋公園入口」バス停、または「千秋久保田町」バス停で下車。

## 地名としての千秋公園
1966年（昭和41年）4月1日、住居表示導入に伴い町名整理が行われ、公園内（現在の明徳小学校敷地を含む）の地名が「千秋公園」となった。他にも公園周辺に「千秋」を冠した地名が新たに作られ、総じて「千秋地区」とされる。